# 今井信房
今井 信房（いまい のぶふさ）は、戦国時代の武将。甲斐武田氏家臣。

## 経歴・人物
信房は逸見今井氏の庶流である府中今井氏の当主。府中今井氏初代当主である今井信乂の嫡男であり、武田宗家である武田信虎に従った。
永正12年（1515年）の武田氏と大井信達との富田城の戦いに参陣し、深田に馬を乗り入れて戦死した（『勝山記』）。家督は弟の信甫が継いだ。